# Sinatra and Swingin' Brass
Sinatra & Swingin' Brass è un album del crooner statunitense Frank Sinatra, pubblicato nel 1962 dalla Reprise Records.

## Il disco
L'album non presenta innovazioni, se non quella del nuovo arrangiatore Neal Hefti. I brani sono sia canzoni d'epoca swing (Serenade in Blue) sia remake dei grandi classici (I Get a Kick Out of You). Le condizioni vocali di Sinatra non sono al massimo e il fraseggio jazz risulta un po' trascurato.
Nel 1992 fu pubblicata l'edizione in CD.

## Tracce

### Lato A
1. Goody Goody - 1:47 - (Mercer, Malneck)
2. They Can't Take That Away from Me - 2:41 - (Gershwin, Gershwin)
3. At Long Last Love - 2:14 - (Porter)
4. I'm Beginning to See the Light - 2:34 - (Hodges, James, Ellington, George)
5. Don'cha Go 'Way Mad - 3:12 - (Mundy, Stillman, Jacquet)
6. I Get a Kick Out of You - 3:14 - (Porter)

### Lato B
1. Tangerine - 2:03 - (Mercer, Schertzinger)
2. Love Is Just Around the Corner - 2:27 - (Gensler, Robin)
3. Ain't She Sweet - 2:07 - (Ager, Yellen)
4. Serenade in Blue - 2:58 - (Warren, Gordon)
5. I Love You - 2:16 - (Porter)
6. Pick Yourself Up - 2:33 - (Fields, Kern)

### Tracce aggiunte successivamente
1. Everybody's Twistin' - 2:31 - (Bloom, Koehler)
2. Nothing But the Best - 3:00 - (Rotella)
3. You Brought a New Kind of Love to Me - 2:38 - (Fain, Kahal, Connor)

## Musicisti
- Frank Sinatra - voce;
- Neal Hefti - arrangiamenti.